# 42

42(사십이)는 41보다 크고 43보다 작은 자연수다.

## 수학
- 합성수로, 그 약수는 1, 2, 3, 6, 7, 14, 21, 42이다. 진약수의 합은 54이므로, 42는 과잉수다.
  - 제곱 인수가 없는 2번째 과잉수다. 이 성질을 지닌 앞의 수는 30, 다음 수는 66이다. (OEIS의 수열 A087248)
- 두 쌍둥이 소수(41, 43) 사이의 수다.
- 2번째 쐐기수다. 앞의 쐐기수는 30, 다음 쐐기수는 66이다.
- 5번째 카탈랑 수다. 앞의 카탈랑 수는 14, 다음은 132이다.
- 3번째 십오각수다. 앞의 십오각수는 15, 다음은 82이다.
- 7번째 케이크 수다. 앞의 케이크 수는 26, 다음은 64다.
- {\displaystyle 42=19+23}
  - 연속하는 두 소수(素數)의 합으로 나타낼 수 있으며, 이 성질을 지닌 앞의 수는 36, 다음 수는 52이다.
- {\displaystyle 42=6\times 7}
  - 연속하는 두 자연수의 곱으로 나타낼 수 있으며, 이 성질을 지닌 앞의 수는 30, 다음 수는 56이다.
- 300 이하의 7의 배수는 42개다.

## 과학
- 몰리브데넘(Mo)의 원자번호.
- 갯과 동물의 이빨 수.
- 메시에 목록 M42는 오리온 성운이다.

## 교통
- 고속도로
  - 유럽 고속도로 42호선(영어판): 프랑스 됭케르크에서 독일 아샤펜부르크까지 이어지는 유럽 고속도로.
  - 아우토반 42호선: 독일의 고속도로.
- 국도 제42호선
  - 대한민국 42번 국도: 인천광역시 중구 북성동2가에서 강원특별자치도 동해시 송정동까지 이어지는 대한민국의 국도.
  - 일본 42번 국도: 시즈오카현 하마마쓰시 니시구에서 와카야마현 와카야마시까지 이어지는 일본의 국도.
  - 미국 42번 국도(영어판): 켄터키주 루이빌에서 오하이오주 클리블랜드까지 이어지는 미국의 국도.
- 기타 도로
  - 현도 제42호선

## 군사
- U-42(영어판): 제2차 세계 대전에 사용된 나치 독일의 군용 잠수함. 제1차 세계 대전에 사용될 예정이던 동명의 1915년제 잠수함(영어판)은 이탈리아 정부에 의해 압수되었다.

## 문화유산
- 대한민국의 국보 제42호: 순천 송광사 목조삼존불감
- 대한민국의 보물 제42호: 남원 용담사지 석조여래입상

## 방송
- 스카이라이프의 원스 채널 번호.
- 지니 TV의 NS샵플러스 채널 번호.
- B tv의 하이라이트TV 채널 번호.
- U+ TV의 tvN 스토리 채널 번호.
- LG헬로비전의 SBS 비즈 채널 번호.
- KT HCN의 MBC M 채널 번호.

## 스포츠
- 메이저 리그 베이스볼 선수였던 재키 로빈슨의 등 번호. 리그 전체에서 영구 결번으로 지정되었다.
- 뉴욕 양키스에는 42번의 영구결번이 2개 있다.
- 마라톤 경기는 42.195 km를 달린다. 이 거리는 서울에서 화성까지 가는 거리 또는 서울에서 성남 (분당), 용인을 거쳐 수원으로 가는 거리와 비슷하다.

## 작품
- 《42》(2013년): 미국의 야구 영화. 재키 로빈슨을 소재로 한 영화이며, 영화 제목인 42도 그의 등번호에서 유래했다.

## 42 공포증
- 일본에서 4(し, 시) 2(に, 니)는 “죽음으로(死に, 시니)”와 일본어 발음이 같아 불길한 수로 여긴다.
  - 일본의 자동차 번호판 번호에서 희망번호 신청제도에 의한 신청이 있는 경우를 제외하고는 두 자리 42를 붙이지 않는다. (49번도 해당되며, 주둔 미군 차량은 제외)
  - 일본의 경륜에서는 출전 선수 번호를 40, 41, 43, 44, …와 같이 매긴다.
  - 반대로 운수나 하역 등의 물류 산업은 42를 시종하(始終荷 시주니[*])와 발음이 같아 길하게 보는 경우도 있다.

## 기타

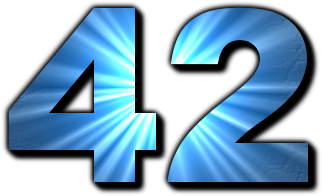
"삶에 대한 궁극적 질문의 해답" 《은하수를 여행하는 히치하이커를 위한 안내서》

- 날짜: 4월 2일
- 연도: 42년, 기원전 42년
- 42 엔터테인먼트(영어판): 미국의 매체 관련 기업.
- 더글러스 애덤스의 《은하수를 여행하는 히치하이커를 위한 안내서》에 따르면 42는 '삶, 우주 그리고 모든 것에 대한 궁극적 질문의 해답'이다. 이것이 인터넷 밈으로 쓰이기도 한다.
- 엘비스 프레슬리의 죽을 때 나이.
- 한국어로 싸이나 사이와 발음이 비슷하다.
- 아이언맨3에서 마크 42가 중요한 역할을 한다.
- 캡틴 아메리카: 윈터 솔져에서는 42가 표기된 비행선이 물 속으로 침몰된다.